# Вого
Вого (норв. Vågå) — коммуна в губернии Оппланн в Норвегии. Административный центр коммуны — город Вогому. Официальный язык коммуны — нюнорск. Население коммуны на 2007 год составляло 3717 чел. Площадь коммуны Вого — 1330,25 км², код-идентификатор — 0515.

## История населения коммуны
Население коммуны за последние 60 лет.

Статистика коммуны Вого

## Известные уроженцы
- Гамсун, Кнут — норвежский писатель, лауреат Нобелевской премии по литературе.
- Ресволль, Текла — норвежский ученый-ботаник.
- Холмсен, Ханна Ресволль — норвежский учёный-ботаник.